# Wiktor Zbyszewski
Wiktor Adam Zbyszewski (konec prosince 1818 Zatwarnica – 27. prosince 1896 Řešov) byl rakouský politik polské národnosti z Haliče, v 2. polovině 19. století poslanec Říšské rady.

## Biografie
Vystudoval v Přemyšli a Lvově. Roku 1841 získal titul doktora práv. Během revolučního roku 1848 byl členem haličské deputace k císaři. Brzy poté byl zvolen do obecní rady ve Lvově. Roku 1850 se stal advokátem ve Lvově. O pět let později se přestěhoval do Řešova, kde dále působil jako advokát. Za zásluhy o rozvoj města mu Řešov udělil čestné občanství. Zasedal v obecní radě a byl ředitelem městské spořitelny. Později byl i starostou Rzeszowa. Ve městě založil sokolskou organizaci. Podílel se na vojenské koordinaci polského protiruského povstání v roce 1863 v regionu Řešova, pak byl krátce vězněn.
V roce 1861 a opět roku 1867 byl zvolen na Haličský zemský sněm za kurii měst, obvod Rzeszów. Zemský sněm ho 22. března 1867 zvolil i do Říšské rady. Na mandát v Říšské radě rezignoval v roce 1869 během přestávky mezi IV. a V. zasedáním sněmovny.
Zemřel koncem prosince 1896 ve věku 78 let.